# شهرستان یمانژلینسکی
شهرستان یمانژلینسکی (به لاتین: Yemanzhelinsky District) یک شهرستان در روسیه است که در استان چلیابینسک واقع شده‌است.